# Drachma (jednostka masy)
Drachma (stgr. δραχμή drachmē) – starogrecka jednostka masy.
Była to jedna z podstawowych jednostek, obok talentu, miny i obola. Talent dzielił się na 60 min, mina na 100 drachm, a z kolei drachma na 6 oboli. Jednak wartość jednostek znacząco się różniła nie tylko pomiędzy różnymi obszarami świata greckiego, ale nawet w obrębie tego samego miasta w tym samym czasie. W egineckim systemie drachma ważyła prawdopodobnie 6,14 g, w systemie eubejskim ok. 4,37 g. Według jednej z teorii w Atenach zrezygnowano w czasach Solona z miar egineckich na rzecz eubejskich. Kształtowanie się systemu miar attyckich jest wciąż jednak przedmiotem dyskusji badaczy. Dla II w. p.n.e. Mabel Lang i Margaret Crosby w pracy Weights, Measures and Token z 1964 r. przyjęły jako uśrednioną wartość drachmy 4,36 g.
Drachma występowała również w rzymskim systemie wag. Stanowiła 1/8 uncji, a z kolei uncja stanowiła 1/12 libry. Drachma rzymska odpowiadała ok. 3,411 g.